# Dolní Roveň

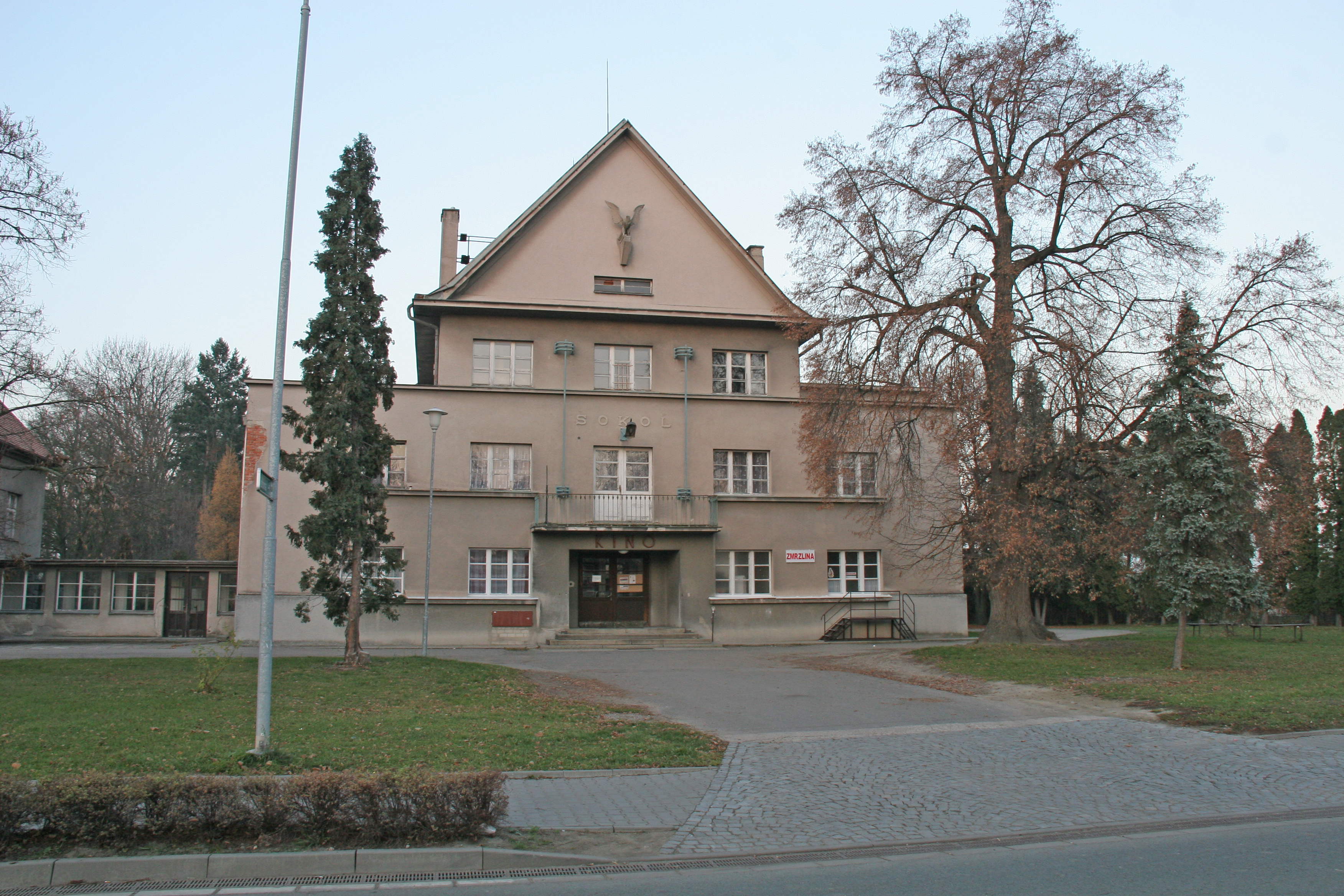
Sokol-Gebäude

Das Dorf Dolní Roveň (dt.: Unterrowen, älter auch Walthersdorf (1336), Nieder Walthersdorf) liegt im Bezirk Pardubice in Tschechien. Es liegt etwa 4,5 km südwestlich der Stadt Holice und zieht sich am Bach Lodrantky entlang. In Dolní Roveň leben rund 2000 Einwohner.

## Geschichte
1336 wurde der Ort unter dem deutschen Ortsnamen Walthersdorf erstmals urkundlich erwähnt. Der Ort zählte bei seiner Gründung als Waldhufendorf zur in vorhussitischer Zeit bestehenden deutschsprachigen Ostpardubitzer Sprachinsel.

## Ortsteile
- Dolní Roveň (dt.: Unterrowen, älter auch Nieder Walthersdorf)
- Horní Roveň (dt.: Oberrowen, älter auch Ober Walthersdorf)
- Komárov (dt.: Komarau)
- Litětiny (dt.: Litietin, älter auch Lutha (1228), Litetin (1372))

## Persönlichkeiten
- František Udržal (1866–1938), Politiker der Agrarpartei und tschechoslowakischer Verteidigungsminister
- Miloš Vacek (1928–2012), Komponist, Dirigent und Organist